# Kingdom Under Fire: The Crusaders
Kingdom Under Fire: The Crusaders est un jeu vidéo de type hack 'n' slash développé par Phantagram et édité par Microsoft Game Studios, sorti en 2004 sur Xbox.

## Accueil
- Gamekult : 7/10[1]
- GameSpot : 8,5/10[2]
- IGN : 8,2/10[3]
- Jeuxvideo.com : 16/20[4]